# بوبي وليامز (لاعب كرة قدم أمريكية)
بوبي وليامز (بالإنجليزية: Bobbie Williams)‏ هو لاعب كرة قدم أمريكية أمريكي، ولد في 25 سبتمبر 1976 في جيفيرسون في الولايات المتحدة.

## وصلات خارجية
- بوبي وليامز على موقع مرجع كرة القدم المحترفة.كوم (الإنجليزية)